# 予感 (牧島有希の曲)
「予感」（よかん）は、声優・牧島有希のシングル。2006年10月25日にKONAMIから発売された。

## 概要
表題曲「予感」は、テレビアニメ『ときめきメモリアル Only Love』のオープニングテーマとして使用された。歌っている牧島自身も同作品に登場するヒロインの1人、天宮小百合を演じている。『ときめきメモリアル Only Love』関連のシングルとしては、唯一ソロであり、また、名義もキャラクターや作品名ではなく、演じた声優の名前になっている。

## 収録内容
1. 予感 [4:01]
作詞：黒須チヒロ、作曲：渡辺拓也、編曲：m-takeshi
  - テレビアニメ『ときめきメモリアル Only Love』オープニングテーマ
2. あなたのとなりで [4:26]
作詞：MONA、作曲・編曲：宗像仁志
3. 予感（off vocal version）
4. あなたのとなりで（off vocal version）

## 収録アルバム
| 曲名 | 収録アルバム                                                    | 発売日        | 備考           |
| ---- | --------------------------------------------------------------- | ------------- | -------------- |
| 予感 | 『ときめきメモリアル Only Love ベストアルバム 〜link to you〜』 | 2008年1月23日 | ベストアルバム |